# Vlajka Šalomounových ostrovů

Vlajka Šalomounových ostrovů
Poměr stran: 1:2

Námořní vlajka Šalomounových ostrovů
Poměr stran: 1:2

Státní námořní vlajka Šalomounových ostrovů
Poměr stran: 1:2

Válečná námořní vlajka Šalomounových ostrovů
Poměr stran: 1:2

Vlajka Šalomounových ostrovů byla poprvé vztyčena 18. listopadu 1977, kdy nahradila britskou modrou státní námořní vlajku s emblémem (anglicky badge) v bílém kruhu ve vlající části.
Vlajkový list o poměru stran 1:2, vycházející z britské vlajky je rozdělený šikmým žlutým (zezdola nahoru) pruhem (jeho šířka odpovídá jedenáctině šířky vlajky) na horní modré a dolní tmavě zelené trojúhelníkové pole. V modrém poli je u žerdi umístěno pět bílých pěticípých hvězd (2+1+2), které symbolizují pět původních distriktů (provincií).
Význam symboliky (počet provincií se zvýšil) byl později upraven na pět hlavních skupin ostrovů (východní, západní, centrální, Malaitu a podle různých výkladů buď hlavní město Honiara nebo vzdálené polynéské ostrovy). Žlutá barva symbolizuje slunce nebo písečné pláže, modrá vody Tichého oceánu, zelená zem a její úrodu.
Námořní, státní námořní a válečná vlajka vycházejí z britského vzoru. Všechny jsou o poměru stran 1:2. Země je od roku 1978 konstituční monarchií v rámci Commonwealthu v čele s britským panovníkem, zastupovaným generálním guvernérem.

## Historie
Souostroví Šalomounovy ostrovy bylo osídleno již před 4000 lety Melanésany (viz Pacifičtí ostrované). Roku 1568 objevil ostrovy španělský mořeplavec Álvaro de Mendaña de Neira, který jim dal současné jméno. V letech 1767 a 1768 bylo souostroví znovuobjeveno britským důstojníkem francouzského původu Philipem Carteretem a francouzským mořeplavcem Louisem Antoinem de Bougainvillem, přičemž došlo ke kolonizaci ostrovů Brity a Francouzi. Prvními vlajkami užívanými na souostroví byly tedy tehdejší britské a francouzské vlajky (francouzské vlajky ale nebyly dnešní trikolóry, ty byly zavedeny až po Francouzské revoluci).
Roku 1885 bylo souostroví rozděleno mezi Německé císařství (severozápad) a Spojené království (jihovýchod) a na části území se kromě britských vlajek začaly užívat i vlajky německé.
Roku 1893 byl v britské části vyhlášen protektorát a v roce 1899 připadlo, po vzájemných kompenzacích, celé souostroví Britům.

Vlajka Spojeného království na Šalomounových ostrovech (1767–1801) Poměr stran: 3:5
Vlajka Francouzského království na Šalomounových ostrovech (1768–?) Poměr stran: 2:3
Britská vlajka na Šalomounových ostrovech (1801–1893) Poměr stran: 1:2
Vlajka Německého císařství na Šalomounových ostrovech (1885–1899) Poměr stran: 2:3

Již po vyhlášení britského protektorátu v roce 1893 byla zavedena vlajka Britských Šalomounových ostrovů. Jednalo se o modrou britskou služební vlajku (státní námořní vlajku) o poměru stran 1:2 s vlajkovým emblémem souostroví ve vlající části. Emblém v bílém kruhu tvořila zlatá anglická královská koruna s červeným sametem. Kolem koruny byl černý opis: BRITISH SOLOMON ISLANDS. Vlajka se, kromě let 1942–1944, užívala do roku 1947. V letech 1942–1944 byly ostrovy obsazeny Japonskem a užívala se japonská vlajka.
V roce 1947 se na vlajce změnil emblém. Stále v bílém kruhu byl nyní umístěn znak protektorátu udělený zemi 10. března. Jednalo se o červený štít se stříbrnou želvou. V černé hlavě štítu bylo osm stříbrných hrotů špičkou vzhůru. Pod štítem byl stejný černý nápis, z předchozí verze vlajky, nyní ve dvou řádcích.
24. září 1956 byl Šalomounovým ostrovům udělen nový znak a zároveň se změnila i vlajka. Znovu se jednalo o britskou modrou služební vlajku o poměru stran 1:2. V bílém kruhu byl nyní štít, v jehož hlavě byl v červeném poli zlatý anglický lev. Dolní část štítu byla modře a bíle čtvrcena. V prvním, modrém poli byl sedící orel; ve druhém, bílém mořská želva; ve třetím, bílém luk, melanéský taneční štít a oštěpy; ve čtvrtém, modrém pak dvě letící fregatky.

Vlajka Šalomounových ostrovů (1893–1942, 1944–1947) Poměr stran: 1:2
Japonská vlajka Šalomounových ostrovů (1942–1944) Poměr stran: 2:3
Vlajka Šalomounových ostrovů (1947–1956) Poměr stran: 1:2
Vlajka Šalomounových ostrovů (1956–1966) Poměr stran: 1:2
Vlajka Šalomounových ostrovů (1966–1977)[zdroj?] Poměr stran: 1:2

Šalomounovy ostrovy získaly v roce 1967 částečnou samosprávu. Od roku 1975 byla proto vyhlášena soutěž na novou vlajku. V roce 1976 získaly ostrovy plnou samosprávu a po několika úpravách předložených návrhů byla ještě před vyhlášením nezávislosti na Spojeném království 7. července 1978 vztyčena dne 18. listopadu 1977 nová vlajka.

## Commonwealth
Šalomounovy ostrovy jsou členem Commonwealthu (který užívá vlastní vlajku) a zároveň je hlavou státu britský panovník (Commonwealth realm), kterého zastupuje generální guvernér (viz seznam vlajek britských guvernérů).
V roce 1960 byla navržena osobní vlajka Alžběty II., určená pro reprezentaci královny v její roli hlavy Commonwealthu na územích, ve kterých neměla jedinečnou vlajku – to byl i případ Šalomounových ostrovů (viz seznam vlajek Alžběty II.).
Vlajka guvernéra je tvořena modrým listem o poměru stran 1:2 s britským korunovaným zlatým lvem, stojícím nad britskou korunou. Pod ní je žlutá stuha, nestandardně ve tvaru stylizované dvouhlavé fregatky s anglickým názvem státu: SOLOMON ISLANDS.

Osobní vlajka královny Alžběty II. (1960–2022) Poměr stran: 1:1
Vlajka generálního guvernéra Šalomounových ostrovů Poměr stran: 1:2

## Vlajky provincií Šalomounových ostrovů

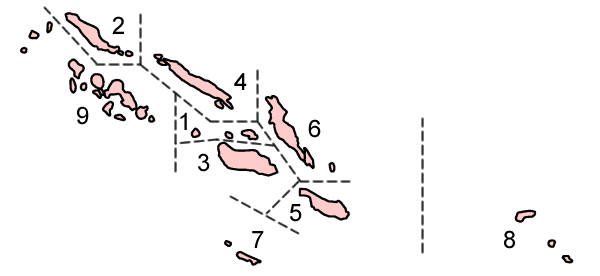
Provincie Šalomounových ostrovů

Šalomounovy ostrovy jsou konstituční monarchie, která se dělí na 9 provincií a hlavní město Honiara.

Honiara Poměr stran: 1:2
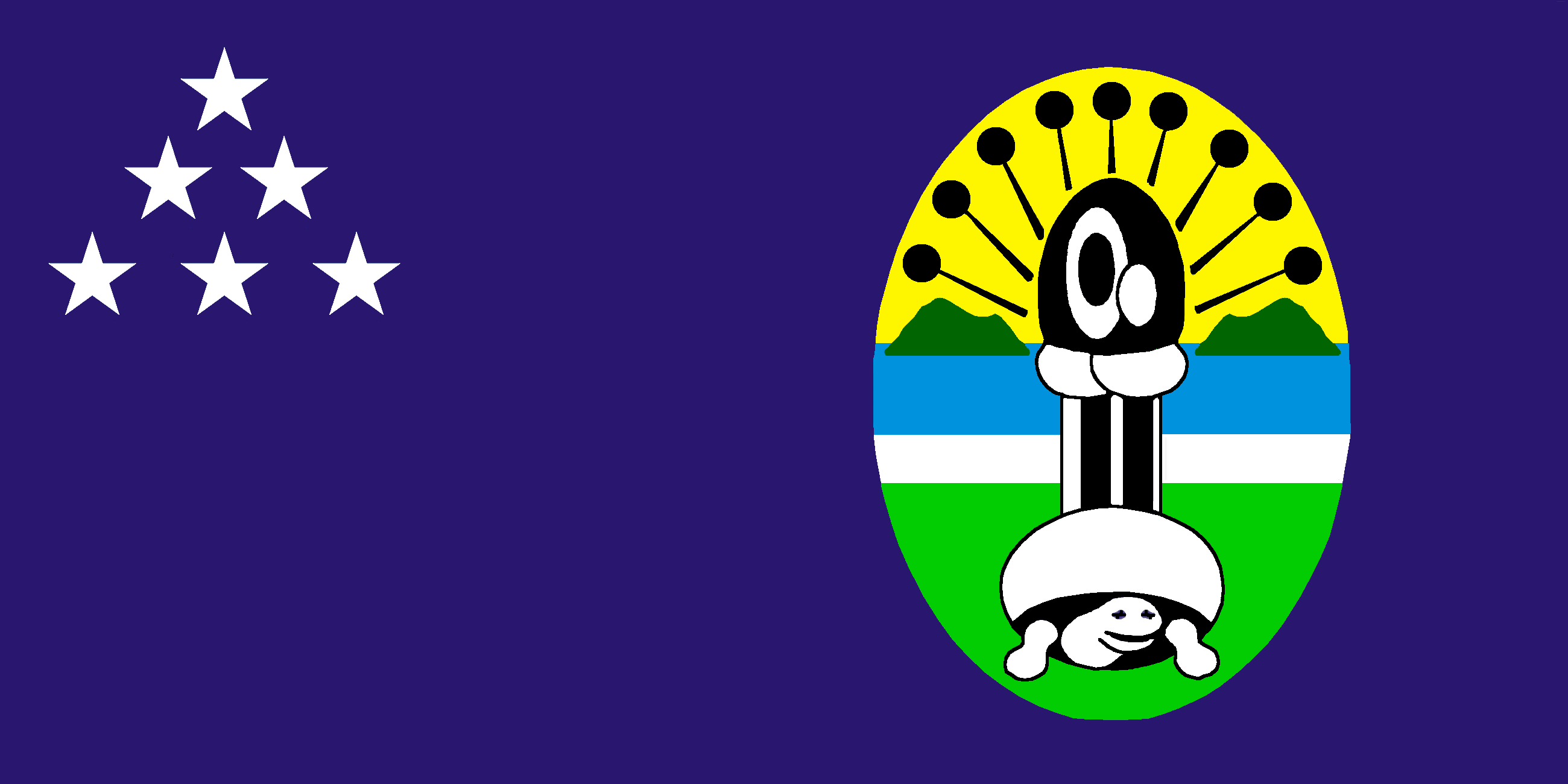
Central Province (1) Poměr stran: 1:2
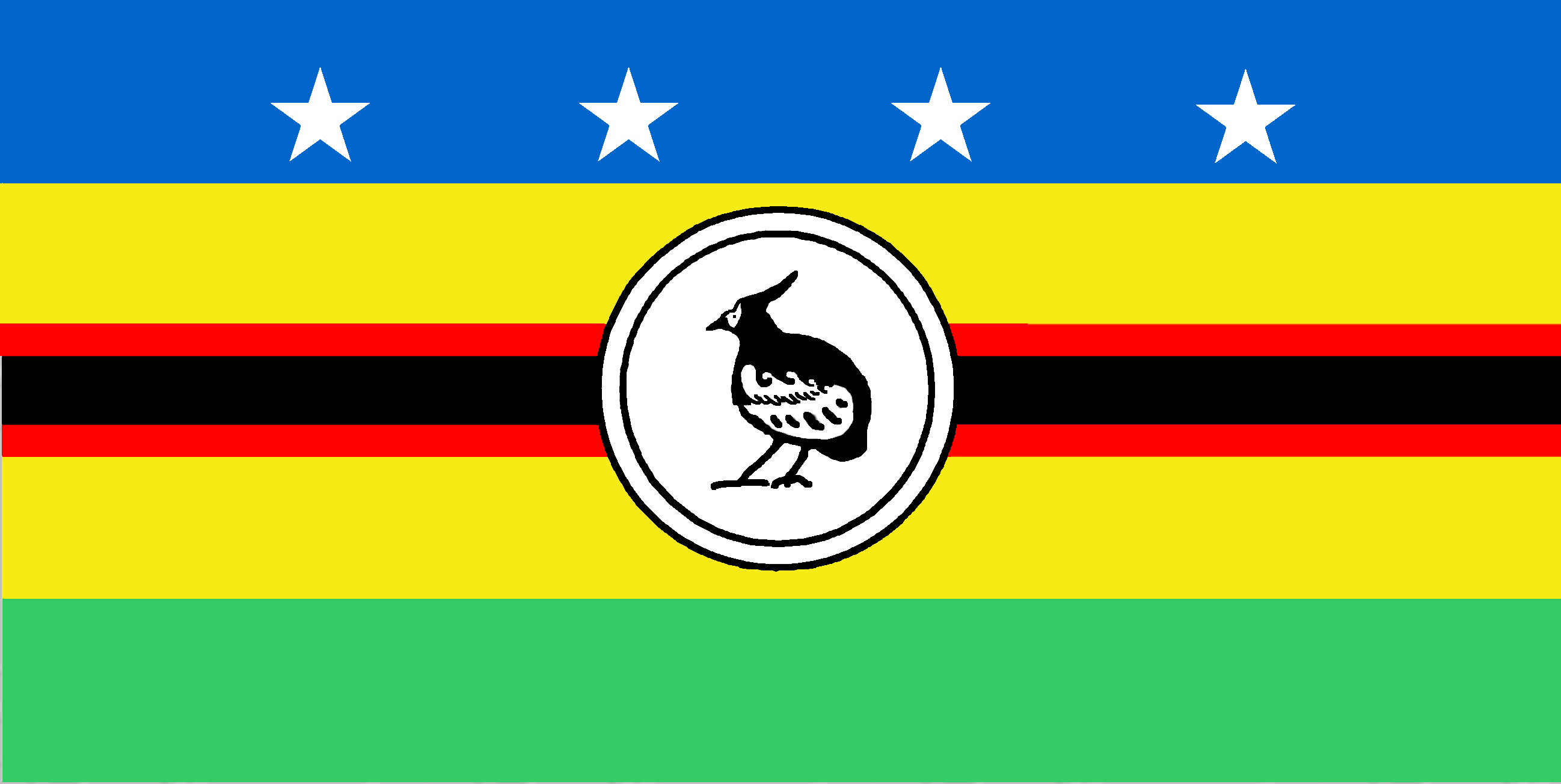
Choiseul Province (2) Poměr stran: 1:2
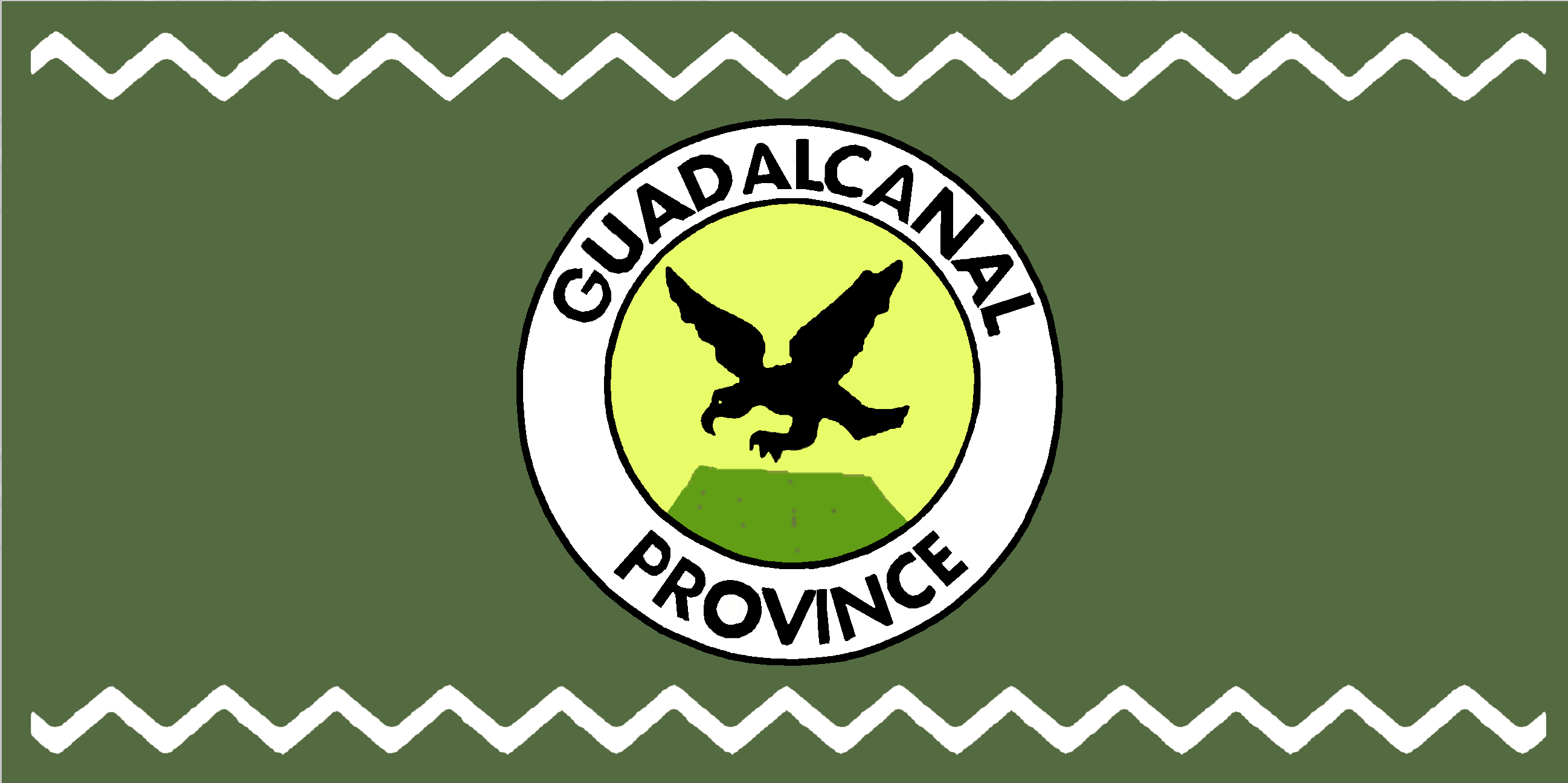
Guadalcanal Province (3) Poměr stran: 1:2
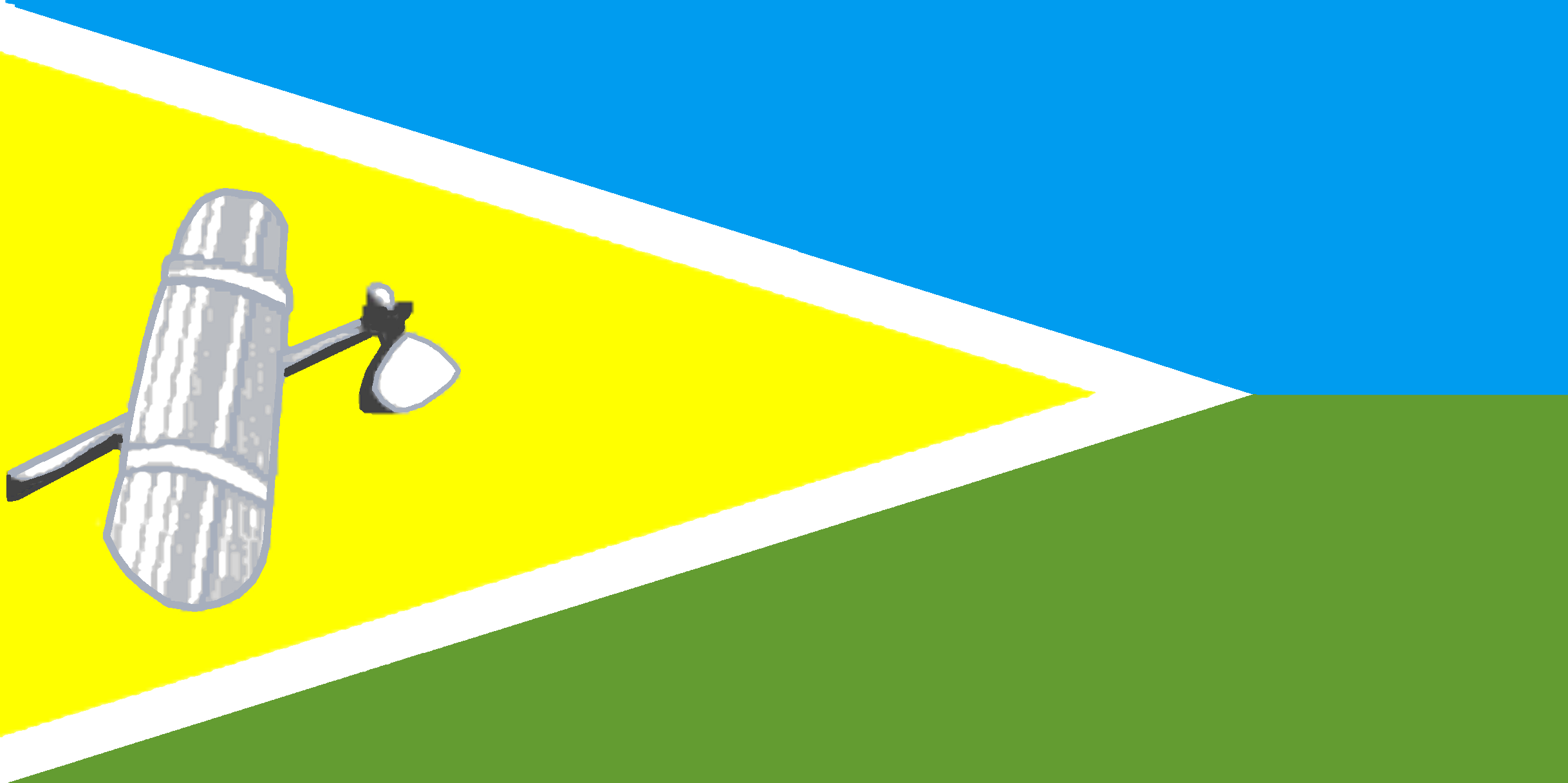
Isabel Province (4) Poměr stran: 1:2
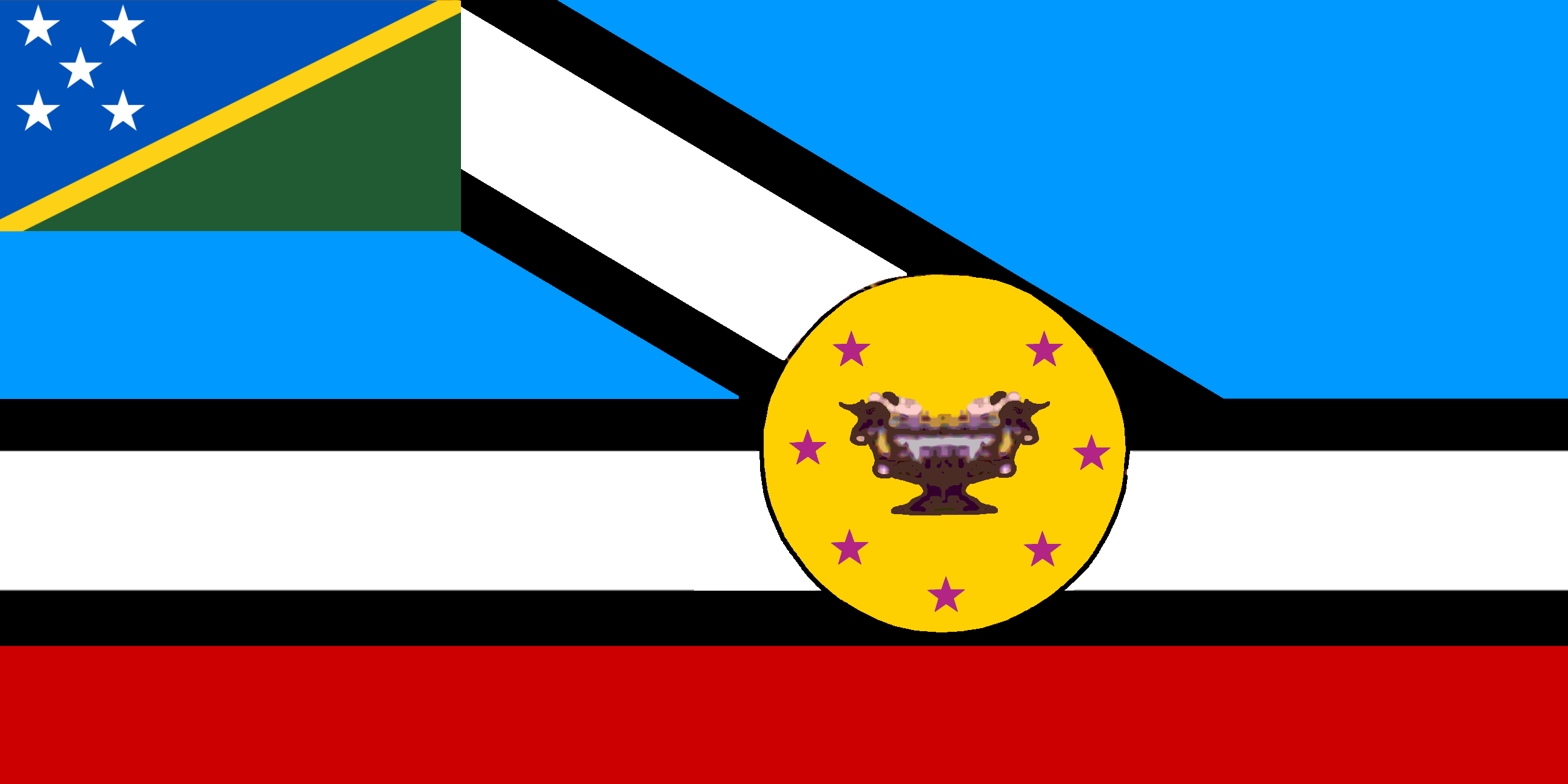
Makira-Ulawa Province (5) Poměr stran: 1:2
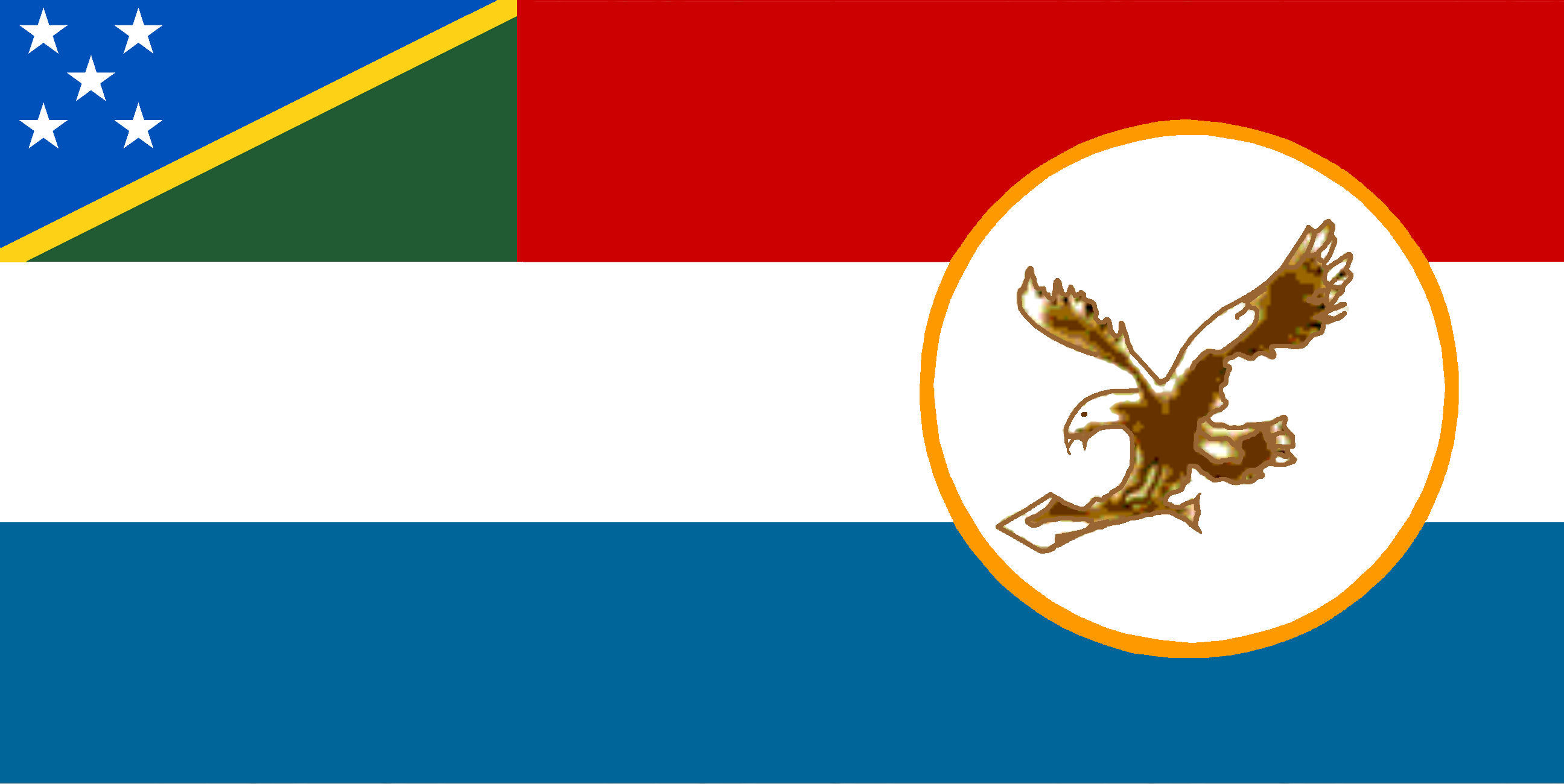
Malaita Province (6) Poměr stran: 1:2
Rennell and Bellona Province (7) Poměr stran: 1:2
Temotu Province (8) Poměr stran: 1:2
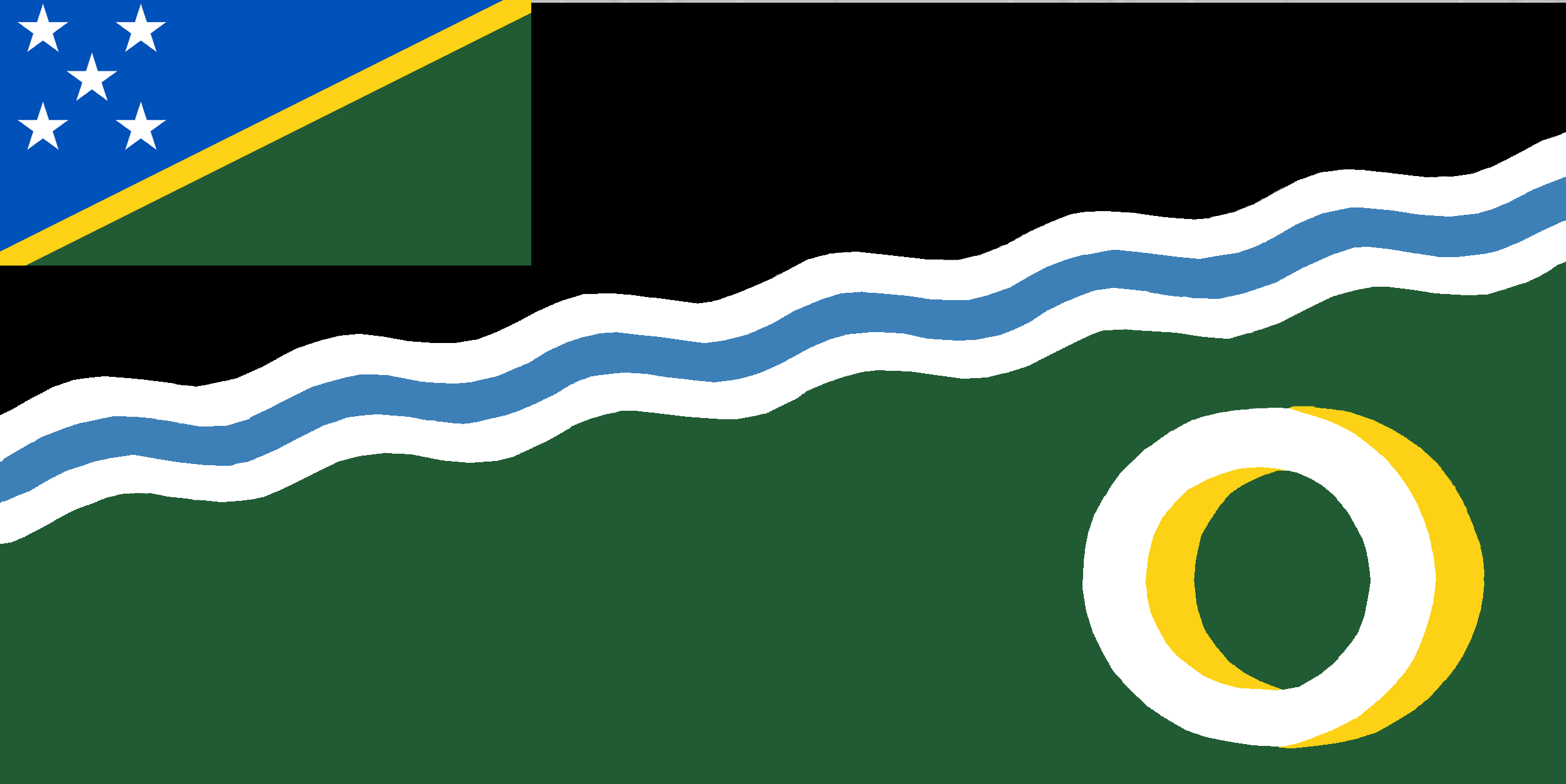
Western Province (9) Poměr stran: 1:2